# An Định Tư Công chúa
An Định Tư Công chúa (chữ Hán: 安定思公主; 654), là một Hoàng nữ nhà Đường, con gái lớn của Đường Cao Tông Lý Trị, thường được cho là người con gái đầu tiên của Võ Tắc Thiên.
Hiện tại đại đa số đều nhận định An Định là người con gái lớn của Võ Tắc Thiên bị chết yểu. Cái chết của công chúa là một vụ án rất nổi tiếng liên quan đến cuộc đời Võ Tắc Thiên, là điểm mấu chốt khiến Võ Tắc Thiên có thể hạ bệ Vương Hoàng hậu và Tiêu Thục phi, đường hoàng trở thành Hoàng hậu nhà Đường.

## Tiểu sử
Thực chất ghi nhận về An Định Tư Công chúa rất đột ngột, chỉ xuất hiện trong Cựu Đường thư vào năm Lân Đức nguyên niên (664), Đường Cao Tông truy phong cho con gái cả ("Trưởng nữ" 長女) danh hiệu "An Định Công chúa", còn đặc ban thụy hiệu là Tư (思), lễ nghi an táng của bậc thân vương, đưa đến Sùng Kính tự (崇敬寺). Ngoài ra không ghi nhận gì thêm, cũng không khẳng định vị công chúa này là do Võ Tắc Thiên sinh ra.
Việc công chúa này được liên hệ với người con gái lớn của Võ Tắc Thiên đều ở chi tiết Võ hậu từng sinh một cô con gái, mà cô con gái đó vừa hay là "Trưởng nữ" trong số hai người con gái mà Võ hậu từng sinh ra. Tuy sách Cựu Đường thư ghi lại việc truy phong, nhưng sách Tân Đường thư và Đường hội yếu hoàn toàn không ghi lại thông tin của vị "An Định Công chúa" này khi liệt kê các con gái của Cao Tông. Ngoài ra, Cựu Đường thư ghi "Trưởng nữ", khó tránh khỏi việc An Định còn sinh ra sớm hơn Nghĩa Dương Công chúa Lý Hạ Ngọc - con gái của Tiêu Thục phi, do vậy có thể mẹ ruột của công chúa. Tuy nhiên Tiêu phi khi ấy bị phế truất, rất có thể cách ghi "Trưởng nữ" là ý chỉ địa vị một mình con của Võ hậu, như Thuận Trị Đế gọi con trai của Đổng Ngạc phi là "Trẫm chi đệ nhất tử" dù hoàng tử chỉ là con trai thứ tư. Thông tin đại chúng hiện tại đều xem "An Định Tư Công chúa" là người con gái đầu chết yểu của Đường Cao Tông và Võ Tắc Thiên.
Nếu như An Định Tư Công chúa thật sự do Võ Tắc Thiên sinh ra, thì công chúa là em của Lý Hoằng, đồng thời còn là chị của Chương Hoài Thái tử Lý Hiền, Đường Trung Tông Lý Hiển, Đường Duệ Tông Lý Đán cùng Thái Bình Công chúa. Thời điểm sinh ra công chúa không được ghi lại rõ ràng, nếu công chúa thật là người con gái chết yểu của Võ hậu, thì là khoảng ít lâu sau khi Võ hậu sinh hạ Lý Hoằng khoảng năm Vĩnh Huy thứ 3 (652) và trước khi Hoàng hậu Vương thị bị phế truất vào năm Vĩnh Huy thứ 6 (655). Sau khi sinh ra được ít lâu thì công chúa đột tử, chi tiết hậu táng không được đề cập bởi lẽ vì công chúa còn quá nhỏ.

## Cái chết đáng nghi
Trong trường hợp An Định Tư Công chúa chính là vị công chúa đầu lòng của Võ Tắc Thiên, thì cái chết của công chúa là một trong những nghi án lớn nhất xoay quanh cuộc đời của Võ Tắc Thiên. Căn cứ theo hai cuốn sách đều được soạn dưới thời nhà Tống là Tân Đường thư và Tư trị thông giám, cả hai đều chỉ ra rõ ràng chính Võ thị đã giết đứa bé để hãm hại Vương Hoàng hậu, trở thành một nguyên do khiến Cao Tông muốn phế hậu và đưa Võ thị lên thay.
Theo cách nói của hai cuốn sách này, vào lúc Vương thị đi thăm công chúa và trở về cung, thì Võ Chiêu nghi liền dùng chăn bịt mũi công chúa đến chết, sau đó lại đắp chăn lên che giấu. Khi đó, Cao Tông đến thăm công chúa, Võ thị vui vẻ chào đón, lúc mở chăn ra thì phát hiện công chúa đã chết. Cao Tông buồn bực hỏi người thị nữ, tất cả đều nói "Hoàng hậu từng ở đây", Võ thị khóc bi thương, còn Cao Tông thì tức giận mắng: "Hoàng hậu giết con gái ta, trước cùng Phi sàm mạo, nay thực có ý tà niệm!", nước cờ đổ lỗi của Võ Chiêu nghi hoàn thành mỹ mãn. Ngay khi Cao Tông nói lời ấy, Võ thị mới khóc tố tội của Hoàng hậu, trong khi Vương Hoàng hậu không còn cách nào để tự biện minh. Từ đó, Đường Cao Tông nảy ý phế truất Vương thị và đưa Võ Chiêu nghi lên thay.
Nhưng khi khảo sát Cựu Đường thư, cái chết của Tiểu công chúa chỉ được ghi lại bình thường mà không nói đến việc Võ Tắc Thiên ra tay, cũng như không đề cập chuyện Cao Tông liên hệ chuyện này mà hận Vương Hoàng hậu. Chiếu thảo phạt nổi tiếng của Lạc Tân Vương (駱賓王) cũng không đem chuyện này vào đại tội của Võ Tắc Thiên. Sách Đường hội yếu, cũng được soạn đầu thời Tống, có ghi lại: "Con gái do Chiêu nghi sinh ra chết non, lại có người tấu rằng Vương Hoàng hậu giết hại. Hoàng thượng (chỉ Cao Tông) mới có ý phế lập vậy!". Cho nên chi tiết "Võ Tắc Thiên giết hại con gái", có khả năng cao là do tư duy đời Tống phản đối Võ hậu tiếm vị xưng hiệu hoàng đế, nên nhiều sĩ tử sau này càng phải nhấn mạnh sự bất nhân của bà.